# Port lotniczy Tokushima
Tokushima Awa-odori Airport (jap. 徳島阿波おどり空港 Tokushima Awa-odori Kūkō; IATA: TKS, ICAO: RJOS) – cywilno-wojskowy port lotniczy w Matsushige, w pobliżu miasta Tokushima, w prefekturze Tokushima, w Japonii.

## Linie lotnicze i połączenia
- ANA obsługiwane przez Air Central (Tokio-Haneda)
- Japan Air Commuter (Fukuoka)
- Japan Airlines (Tokio-Haneda)